# Olaf Kobacki
Olaf Kobacki (ur. 10 lipca 2001 w Poznaniu) – polski piłkarz, występujący na pozycji pomocnika w angielskim klubie Sheffield Wednesday. Były młodzieżowy reprezentant Polski.